# Li Ang
Li Ang (egyszerűsített kínai írással: 李昂; 1993. szeptember 15. –) kínai labdarúgó, az élvonalbeli Shanghai Port hátvédje.

## Pályafutása

### Klubcsapatokban
2014-ben kezdte labdarúgó pályafutását a Csiangszu Szuning csapatában. 2011 és a 2012-es szezonban a Csiangszu Szuning Youth csapatában játszott. 2014. március 8-án debütált a felnőtt csapatban a Kujcsou Renhe ellen, amely 0–0-s döntetlennel ért véget. Első gólját a klub színeiben 2014. május 11-én szerezte a Csangcsun Jataj ellen 1–0-ra megnyert bajnoki mérkőzésen. Az idény során a csapat kulcsfontosságú tagjává vált, és pályára lépett a 2014-es Kínai Kupa döntőjében, amelyet a klub 5–4-es összesítéssel elveszített a Santung Lüneng Tajsan ellen. A következő szezonban megnyerte a Kínai Kupát a Sanghaj Senhua ellen.
2020-ban csapatával megnyerte a Kínai Szuperligát. 2021. február 28-án a klub anyavállalata, a Suning Holdings Group bejelentette, hogy pénzügyi nehézségek miatt azonnal beszünteti működését. 2021. március 12-én a kínai élvonalbeli Shanghai Port szerződtette. 2021. április 22-én, a Tiencsin Teda ellen 6–1-re megnyert bajnoki mérkőzésen debütált.

### A válogatottban
2014. június 22-én debütált a kínai válogatottban, az Észak-Macedónia elleni 0–0-val végződő döntetlen alkalmával.

## Statisztika

### Klubcsapatokban
2023. január 31-i állapot szerint.
| Klub                | Szezon           | Bajnokság           | Bajnokság | Bajnokság | Kupa  | Kupa  | Nemzetközi | Nemzetközi | Egyéb | Egyéb | Összes | Összes |
| Klub                | Szezon           | Liga                | Mérk.     | Gólok     | Mérk. | Gólok | Mérk.      | Gólok      | Mérk. | Gólok | Mérk.  | Gólok  |
| ------------------- | ---------------- | ------------------- | --------- | --------- | ----- | ----- | ---------- | ---------- | ----- | ----- | ------ | ------ |
| Csiangszu Szuning B | 2011             | Kínai harmadosztály | 13        | 1         | -     | -     | -          | -          | -     | -     | 13     | 1      |
| Csiangszu Szuning B | 2012             | Kínai harmadosztály | 16        | 1         | -     | -     | -          | -          | -     | -     | 16     | 1      |
| Csiangszu Szuning B | Összesen         | Összesen            | 29        | 2         | 0     | 0     | 0          | 0          | 0     | 0     | 29     | 2      |
| Csiangszu Szuning   | 2014             | Kínai Szuperliga    | 27        | 1         | 7     | 1     | -          | -          | -     | -     | 34     | 2      |
| Csiangszu Szuning   | 2015             | Kínai Szuperliga    | 23        | 3         | 5     | 1     | -          | -          | -     | -     | 28     | 4      |
| Csiangszu Szuning   | 2016             | Kínai Szuperliga    | 22        | 2         | 5     | 0     | 3          | 0          | 1     | 0     | 31     | 2      |
| Csiangszu Szuning   | 2017             | Kínai Szuperliga    | 18        | 1         | 4     | 0     | 8          | 0          | 1     | 0     | 31     | 1      |
| Csiangszu Szuning   | 2018             | Kínai Szuperliga    | 29        | 3         | 4     | 0     | -          | -          | -     | -     | 33     | 3      |
| Csiangszu Szuning   | 2019             | Kínai Szuperliga    | 28        | 3         | 2     | 0     | -          | -          | -     | -     | 30     | 3      |
| Csiangszu Szuning   | 2020             | Kínai Szuperliga    | 18        | 0         | 6     | 2     | -          | -          | -     | -     | 24     | 2      |
| Csiangszu Szuning   | Összesen         | Összesen            | 165       | 13        | 33    | 4     | 11         | 0          | 2     | 0     | 213    | 17     |
| Shanghai Port       | 2021             | Kínai Szuperliga    | 13        | 1         | 1     | 0     | -          | -          | -     | -     | 14     | 1      |
| Shanghai Port       | 2022             | Kínai Szuperliga    | 22        | 0         | 2     | 0     | -          | -          | -     | -     | 24     | 0      |
| Shanghai Port       | Összesen         | Összesen            | 35        | 1         | 3     | 0     | 0          | 0          | 0     | 0     | 38     | 1      |
| Karrier összesen    | Karrier összesen | Karrier összesen    | 229       | 16        | 36    | 4     | 11         | 0          | 2     | 0     | 278    | 20     |

Jegyzetek
1. 1 2  Mérkőzése(i) a Kínai Kupában

### A válogatottban
| Kína     | Kína  | Kína  |
| Év       | Mérk. | Gólok |
| -------- | ----- | ----- |
| 2014     | 2     | 0     |
| 2015     | 1     | 0     |
| 2019     | 3     | 0     |
| 2021     | 3     | 0     |
| Összesen | 9     | 0     |

#### Mérkőzései a kínai válogatottban
| #  | Dátum               | Ellenfél        | Eredmény | Kiírás                           | Esemény     |
| -- | ------------------- | --------------- | -------- | -------------------------------- | ----------- |
| 1. | 2014. június 22.    | Észak-Macedónia | 0 – 0    | Barátságos mérkőzés              | 64'         |
| 2. | 2014. december 13.  | Kirgizisztán    | 4 – 0    | Barátságos mérkőzés              | a szünetben |
| 3. | 2015. január 18.    | Észak-Korea     | 2 – 1    | Ázsia-kupa-csoportkör            | 81'         |
| 4. | 2019. március 25.   | Üzbegisztán     | 0 – 1    | Barátságos mérkőzés              |             |
| 5. | 2019. december 10.  | Japán           | 1 – 2    | Kelet-ázsiai labdarúgó-bajnokság | 70'         |
| 6. | 2019. december 18.  | Hongkong        | 2 – 0    | Kelet-ázsiai labdarúgó-bajnokság |             |
| 7. | 2021. június 11.    | Maldív-szigetek | 5 – 0    | Vb-selejtező                     |             |
| 8. | 2021. szeptember 7. | Japán           | 0 – 1    | Vb-selejtező                     | 62'         |
| 9. | 2021. október 12.   | Szaúd-Arábia    | 2 – 3    | Vb-selejtező                     | a szünetben |

## Sikerei, díjai
Csiangszu Szuning
- Kínai bajnok: 2020[7]
- Kínai kupagyőztes: 2015[6]

 Shanghai Port
- Kínai bajnok: 2023

Egyéni
- Kínai Szuperliga az év csapata: 2019

## Fordítás
- Ez a szócikk részben vagy egészben  a   Li Ang (footballer) című angol Wikipédia-szócikk fordításán alapul.  Az eredeti cikk szerkesztőit annak laptörténete sorolja fel. Ez a jelzés csupán a megfogalmazás eredetét és a szerzői jogokat jelzi, nem szolgál a cikkben szereplő információk forrásmegjelöléseként.